# Labicymbium montanum
Labicymbium montanum är en spindelart som beskrevs av Alfred Frank Millidge 1991. Labicymbium montanum ingår i släktet Labicymbium och familjen täckvävarspindlar.
Artens utbredningsområde är Venezuela. Inga underarter finns listade i Catalogue of Life.